# Bulbophyllum sillenianum
Bulbophyllum sillenianum är en orkidéart som beskrevs av Heinrich Gustav Reichenbach. Bulbophyllum sillenianum ingår i släktet Bulbophyllum och familjen orkidéer.
Artens utbredningsområde är Burma. Inga underarter finns listade i Catalogue of Life.